# Dráchov (tvrz)
Dráchov je tvrz ve stejnojmenné obci v okrese Tábor. Založena byla ve čtrnáctém století a dochovala se z ní dvoupatrová budova v severní části vesnice. Tvrz je chráněna jako kulturní památka.

## Historie
Dráchovská tvrz byla založena ve čtrnáctém století. Roku 1354 byl majitelem vsi byl Oldřich z Dráchova, který o rok dříve založil nový oltář v tučapském kostele a věnoval mu platy z Krátošic. Vesnici od Oldřicha koupil jakýsi Přibík a začal používat přídomek z Dráchova. Po jeho smrti okolu roku 1385 statek připadl jeho nezletilým dcerám, jejichž poručníky se stali Jan z Rožmberka, Mrakeš z Petrovic (purkrabí na Příběnicích) a Jindřich z Radostovic (purkrabí v Českém Krumlově). Novým pánem Dráchova se roku 1388 stal Jan z Pacova, který se oženil s Přibíkovo starší dcerou Annou. Později vesnici pravděpodobně prodal a odstěhoval se jinam.
V letech 1403 a 1405 byl v Dráchově připomínán Ondřej z Pohnání, roku 1413 Slávek Bažant z Vyhnanic a po něm dva roky Jindřich Lefl z Lažan, který vesnici roku 1416 prodal Jindřichovi z Nadějkova. Po něm majetek zdědil syn Jiří z Vyhnanic seděním na Dráchově připomínaný v letech 1428–1447. Mimo jiné se roku 1437 podílel na jednání mezi Oldřichem z Rožmberka a Táborským svazem o hradech Příběnice a Příběničky. Je možné, že Jiřího nástupcem byl Petr z Dráchova, který roku 1450 vypověděl nepřátelství Oldřichovi z Rožmberka. Na konci patnáctého století v Dráchově sídlil Jindřich z Dráchova. Zemřel před rokem 1493 a jeho synové Hynek, Václav a Ctibor vesnici s tvrzí, dvorem a pustým poplužním dvorem zvaným Návětří roku 1505 prodali za 2350 kop grošů kněžně Kateřině z Minsterberka, rozené ze Sas. Její dcera Anna se provdala za Jindřicha z Hradce a jako vdova dne 25. února 1545 Dráchov odkázala svým vnukům Jáchymovi a Zachariášovi. Podle Karla Třísky se Anna provdala za Oldřicha z Hradce. V obou případech byl Dráchov od té doby součástí panství Kardašova Řečice. Tvrz přestala sloužit jako panské sídlo a byla upravena na sýpku. Její opevnění v podobě valů bylo patrné ještě roku 1757. Ve druhé polovině dvacátého století budovu tvrze využívalo jako skladiště jednotné zemědělské družstvo a po roce 1990 ji získali majitelé dráchovské usedlosti čp. 37.

## Stavební podoba
Dvoupatrová budova tvrze s obdélníkovým půdorysem je postavená z lomového kamene a zastřešena valbovou střechou, pod níž se dochoval trámový strop. Dovnitř se vstupuje jednoduchým kamenným portálem v západním průčelí, nad nímž se nachází střílnovitý otvor. V úrovni druhého patra se pod korunní římsou nachází trojice zazděných oken a obdobné otvory nebo zazděná okna či vstupy jsou i na dalších stranách. Některé průduchy vybavené cihlovým ostěním jsou patrně druhotně proražené.